# Morski štakori
Morski štakori (himere, lat. Chimaeridae) su porodica riba iz jedinog postojećeg reda podrazreda cjeloglavki (Holocephali). Za razliku od druge dvije porodice iz ovog reda, morski štakori imaju kraću i zaobljenu "njušku". Porodica ima gotovo 30 vrsta podijeljenih na dva roda, Chimaera i Hydrolagus. Kod hidrolagusa su podrepna i repna peraja spojene u jedan obrub, dok su kod roda himera odvojene. Oba roda imaju dvije leđne peraje. Prva je visoka, i štiti ju na početku ortovna bodlja, dok je druga niska i izdužena, poput obruba. Narastu 40 do 150 cm, ovisno o vrsti.

## Rasprostranjenost
Morski štakori žive u umjerenim i tropskim područjima Atlantika, Tihog i Indijskog oceana, najčešće na dubini od oko 200 metara. Jedina vrsta koja živi u europskim vodama je čudnovati morski štakor (Chimaera monstrosa).
Žive pridnenim životom, i hrane se bentosnim životinjama.

## Sistematika porodice
Porodica Chimaeridae
- Rod Chimaera
  - Chimaera argiloba Last, White & Pogonoski, 2008
  - Chimaera cubana Howell Rivero, 1936.
  - Chimaera fulva Didier, Last & White, 2008
  - Chimaera jordani Tanaka, 1905.
  - Chimaera lignaria Carpenter's chimaera, Didier, 2002.
  - Chimaera macrospina Didier, Last & White, 2008
  - Chimaera monstrosa Čudnovati morski štakor Linnaeus, 1758.
  - Chimaera obscura Didier, Last & White, 2008
  - Chimaera owstoni Tanaka, 1905.
  - Chimaera panthera Didier, 1998.
  - Chimaera phantasma Jordan & Snyder, 1900.
- Rod Hydrolagus
  - Hydrolagus affinis (de Brito Capello, 1868)
  - Hydrolagus africanus (Gilchrist, 1922)
  - Hydrolagus alberti Bigelow & Schroeder, 1951
  - Hydrolagus alphus Quaranta, Didier, Long & Ebert, 2006
  - Hydrolagus barbouri (Garman, 1908)
  - Hydrolagus bemisi Didier, 2002
  - Hydrolagus colliei (Lay & Bennett, 1839)
  - Hydrolagus deani Smit & Radcliffe in Smith, 1912
  - Hydrolagus eidolon (Jordan & Hubbs, 1925)
  - Hydrolagus homonycteris Didier, 2008
  - Hydrolagus lemures (Whitley, 1939)
  - Hydrolagus lusitanicus Moura, Figueiredo, Bordalo-Machado, Almeida & Gordo, 2005
  - Hydrolagus macrophthalmus De Buen, 1959
  - Hydrolagus marmoratus Didier, 2008
  - Hydrolagus matallanasi Sotto & Vooren, 2004
  - Hydrolagus mccoskeri Barnett, Didier, Long & Ebert, 2006
  - Hydrolagus media (Garman, 1911)
  - Hydrolagus melanophasma James, Ebert, Long & Didier, 2009
  - Hydrolagus mirabilis (Collett, 1904)
  - Hydrolagus mitsukurii (Jordan & Snyder, 1904)
  - Hydrolagus novaezealandiae (Fowler, 1911)
  - Hydrolagus ogilbyi (Waite, 1898)
  - Hydrolagus pallidus Hardy & Stehmann, 1990
  - Hydrolagus purpurescens (Gilbert, 1905)
  - Hydrolagus trolli Didier & Séret, 2002
  - Hydrolagus waitei Fowler, 1908

## Vanjske poveznice
- Taksonomija, (hrvatski)
- Porodica Chimaeridae, (engleski)  Arhivirana inačica izvorne stranice od 30. rujna 2007. (Wayback Machine)